# Acacia lanata
Acacia lanata é uma espécie de leguminosa do gênero Acacia, pertencente à família Fabaceae.